# Literna vicina
Literna vicina är en insektsart som beskrevs av Victor Lallemand 1942. Literna vicina ingår i släktet Literna och familjen spottstritar.
Artens utbredningsområde är Madagaskar. Inga underarter finns listade i Catalogue of Life.